# Кјанело ди Сопра (Витербо)
Кјанело ди Сопра је насеље у Италији у округу Витербо, региону Лацио.
Према процени из 2011. у насељу је живело 32 становника. Насеље се налази на надморској висини од 486 м.